# كيري أندرو
كيري أندرو (بالإنجليزية: Kerry Andrew)‏ هي ملحنة ومغنية بريطانية، ولدت في 5 أبريل 1978 في هاي ويكومب في المملكة المتحدة.

## وصلات خارجية
- الموقع الرسمي
- كيري أندرو على موقع ميوزك برينز (الإنجليزية)
- كيري أندرو على موقع ديسكوغز (الإنجليزية)